# Kalenden
De kalenden (Latijn: kalendae) is in de Romeinse kalender de aanduiding voor de eerste dag van de maand. Letterlijk betekent het woord afroepdag, want op de kalenden werd afgekondigd of de nonen op de vijfde of op de zevende dag viel. Ons woord kalender is afgeleid van dit Latijnse woord.
Kalendae is een van de weinige woorden in het klassiek Latijn die de letter k bevatten.
De uitdrukking met de Griekse kalenden betekent 'nooit'; de Griekse kalender kende geen kalenden.